# James Gordon Bennett Jr.
James Gordon Bennett Jr. (ur. 10 maja 1841 w Nowym Jorku, zm. 14 maja 1918 w Beaulieu-sur-Mer) – amerykański dziennikarz i wydawca prasowy, entuzjasta sportu i podróży.

## Życiorys
Syn wydawcy i publicysty, założyciela pisma New York Herald, Jamesa Gordona Bennetta Sr., który po raz pierwszy w historii w 1835 zastosował formę znaną obecnie jako wywiad dziennikarski. W 1861 roku Bennett Jr. dołączył do wojsk Północy podczas wojny secesyjnej, jednak nie uczestniczył w walkach. Od 1865 roku członek redakcji New York Herald, rok później został redaktorem naczelnym pisma. W 1872 roku, po śmierci ojca, został właścicielem pisma, które rozszerzył w 1887 roku o wydanie paryskie. Sfinansował wyprawę Henry’ego Mortona Stanleya do Afryki, której celem było odnalezienie Davida Livingstone’a (1871). Patronował także wielu wyprawom arktycznym, w tym podróży George’a Washingtona De Longa na biegun północny (1879-1881).
Był pasjonatem żeglarstwa i fundatorem nagród dla międzynarodowych wyścigów samochodowych (od 1900, pierwszy wyścig na trasie Paryż–Lyon), zawodów balonowych (od 1906, pierwsze zawody w Paryżu), a także dla zawodów lotniczych (od 1909 roku).

## Życie prywatne i upamiętnienie
W 1877 roku przeprowadził się do Europy, mieszkając głównie we Francji. Amerykę opuścił jednak w atmosferze skandalu. Według różnych przekazów, na spotkanie rodzinne u zaręczonej z nim przyjaciółki Caroline May przybył nie tylko spóźniony, ale i pijany, po czym oddał mocz do kominka lub fortepianu, czyniąc to przy obserwujących go gospodarzach. Jego kontrowersyjne zachowania zainspirowały w Wielkiej Brytanii powstanie okrzyku „Gordon Bennett!”, używanego w sytuacji niedowierzania. Po kilku latach wrócił do Ameryki.
Ożenił się dopiero w wieku 73 lat. Jego żoną została Maud Potter, wdowa po George’u de Reuterze (syn Paula Reutera, założyciela Reutersa). Zmarł w 1918 roku w Beaulieu-sur-Mer, pochowany na cmentarzu Passy w Paryżu.
W Warszawie istnieje ulica Jamesa Gordona Bennetta, ponadto planetoida (305) Gordonia została nazwana na jego cześć.